# Diana Gustilina
Diana Vladimirovna Gustilina (ryska: Диа́на Влади́мировна Густи́лина), född den 21 april 1974 i Vladivostok, dåvarande Sovjetunionen, är en rysk basketspelare som var med om att ta tog OS-brons 2004 i Aten. Detta var första gången Ryssland tog en medalj i damklassen vid de olympiska baskettävlingarna sedan Sovjettiden. 